# Loxotoma
Loxotoma is een geslacht van vlinders van de familie sikkelmotten (Oecophoridae), uit de onderfamilie Stenomatinae.

## Soorten
- L. elegans Zeller, 1854
- L. seminigrescens Meyrick, 1932